# Тромбоксан А2
Тромбоксан A2 (TXA2) — це тип тромбоксану, що виробляється активованими тромбоцитами під час гемостазу та має протромботичні властивості: він стимулює активацію нових тромбоцитів, а також збільшує агрегацію тромбоцитів. Це досягається шляхом активації рецептора тромбоксану, що призводить до зміни форми тромбоцитів, активації інтегринів «назовні» та дегрануляції. Фібриноген, що циркулює, зв'язується з цими рецепторами на сусідніх тромбоцитах, ще більше зміцнюючи згусток. TXA2 також є відомим вазоконстриктором і особливо важливий під час пошкодження тканин та запалення. Його також вважають відповідальним за стенокардію Принцметала.
Рецептори, що опосередковують дію TXA2, — це рецептори тромбоксану A2. Людський рецептор TXA2 (TP) є типовим рецептором, пов'язаним з G-білком (GPCR), із сімома трансмембранними сегментами. У людини наразі клоновано два варіанти сплайсингу TP-рецепторів — TPα та TPβ.

## Синтез та розпад
Тромбоксан А2 (TXA2) утворюється з простагландину H2 тромбоксан-А-синтазою в метаболічній реакції, яка генерує приблизно рівні кількості 12-гідроксигептадекатрієнової кислоти (12-HHT). Аспірин незворотно пригнічує циклооксигеназу 1 тромбоцитів, запобігаючи утворенню простагландину H2, а отже, і TXA2. Навпаки, синтез TXA2 у судинній тканині стимулюється ангіотензином II, який сприяє метаболізму арахідонової кислоти циклооксигеназою I. Ангіотензин-залежний шлях також індукує гіпертензію та взаємодіє з рецепторами TXA2.
TXA2 дуже нестабільний у водному розчині, оскільки він гідратується приблизно протягом 30 секунд до біологічно неактивного тромбоксану B2. Нещодавно було показано, що 12-HHT, який колись вважався неактивним побічним продуктом синтезу TXA2, має низку потенційно важливих ефектів, деякі з яких пов'язані з дією TXA2 (див. 12-гідроксигептадекатрієнова кислота). Через дуже короткий період напіврозпаду, TXA2 переважно функціонує як аутокринний або паракринний медіатор. Більшість робіт у галузі TXA2 виконується з використанням синтетичних аналогів, таких як U46619 та I-BOP. У дослідженнях на людях рівні 11-дегідротромбоксану B2 використовуються для непрямого вимірювання продукції TXA2.

Синтез ейкозаноїдів.